# Костел Пресвятої Трійці (Бережанка)
Косте́л Пресвятої Тройці в Бережанці — культова споруда, парафіяльний римо-католицький храм у селі Бережанка Тернопільської области України.  Пам'ятка архітектури місцевого значення.

## Відомості
У 30-х роках ХХ століття в Бережанці було споруджено мурований філіальний костел. 
У 1947—1993 рр. храм використовувався як зерносховище та водонапірна башта.
Нині Бережанку обслуговують дієцезіальні священики з парафії святого Антонія в Лосячі.